# 泰勒·斯威夫特和威豹樂隊
《泰勒·斯威夫特和威豹樂隊》是CMT電視節目《CMT Crossroads》的其中一集。 這集的特色是美國創作歌手泰勒·斯威夫特和英國硬搖滾樂隊威豹樂隊的表演。
該表演錄製於2008年10月6日，並於2008年11月7日在電視上首映，2009年6月16日由大機器唱片獨家發行至美國的沃爾瑪商店。

## 演出
節目包含了泰勒絲及威豹樂隊的歌曲以及采訪片段。
1. 《照片》
2. 《燒掉的回憶》
3. 《愛的故事》
4. 《歇斯底里》
5. 《灑淚吉他》
6. 《当爱与恨发生碰撞时》
7. 《早該拒絕》
8. 《給我一些甜蜜（英语：Pour Some Sugar on Me）》
9. 《愛》
10. 《我們的歌》
11. 《Two Steps Behind（英语：步）》

## DVD發行
DVD包含了額外的採訪和原始節目中沒有的三首額外獎勵歌曲。
DVD上包含的額外表演：
1. 《我們的歌》
2. 《愛》
3. 《Two Steps Behind（英语：步）》

## 外部鏈接
- 互联网电影数据库上Def Leppard and Taylor Swift的资料（英文）